# Centro (Petrópolis)
O Centro Histórico é um bairro de Petrópolis, Rio de Janeiro, sendo sede do município e de seu 1º distrito (de um total de 5).
Todo o Centro Histórico é tombado pelo órgão federal IPHAN (Instituto do Patrimônio Histórico e Artístico Nacional).
É onde se localiza a prefeitura do município, da maioria do comércio da região, e de vários museus.
Uma das principais ruas de comércio da cidade fica no Centro, e é a Rua do Imperador. Esta rua foi, durante muito tempo, chamada de Avenida 15 de Novembro.
Outra rua que possui comércio diversificado é a Rua 16 de Março, localizada no Centro: shopping centers, lojas de roupas e calçados, de conveniências, presentes, informática, perfumarias, joalherias, livrarias, restaurantes, cinemas e entretenimento. 
Já uma outra rua, especializada basicamente em roupas e calçados é a Rua Teresa, considerada o maior shopping a céu aberto do Brasil, com cerca de 1200 lojas em seus 2 km de extensão.  O Centro também possui bibliotecas, cinemas, teatros e os famosos corais de Petrópolis.
As atrações turísticas mais famosas do Centro de Petrópolis são:
- Casa da Princesa Isabel
- Casa das Duchas
- Casa de Joaquim Nabuco
- Casa de Rui Barbosa
- Casa do Barão de Mauá
- Casa do Barão de Rio Branco
- Casa do Visconde de Ubá
- Casa Petrópolis
- Catedral de São Pedro de Alcântara
- Centro de Cultura Raul de Leoni
- Cervejaria Bohemia
- Fórum de Petrópolis
- Igreja Evangélica de Confissão Luterana Brasileira
- Matriz Sagrado Coração de Jesus
- Monumento a Koeler
- Mosteiro da Virgem
- Museu Casa de Santos Dumont
- Museu da FEB
- Museu Imperial
- Obelisco
- Palácio Amarelo
- Palácio de Cristal
- Palácio Grão-Pará
- Palácio Rio Negro
- Palácio Sérgio Fadel
- Praça 14 Bis
- Praça da Liberdade
- Praça Dom Pedro II
- Praça Expedicionários
- Teatro Municipal